# ادوارد سوقومونیان
ادوارد سوقومونیان (انگلیسی: Eduard Soghomonyan؛ زادهٔ ۱۹ فوریهٔ ۱۹۹۰) یک کشتی‌گیر اهل ارمنستان-برزیل است.  وی سابقه حضور در المپیک ۲۰۱۶ ریو و المپیک ۲۰۲۰ توکیو را دارد.